# Ensemble Kurviertel

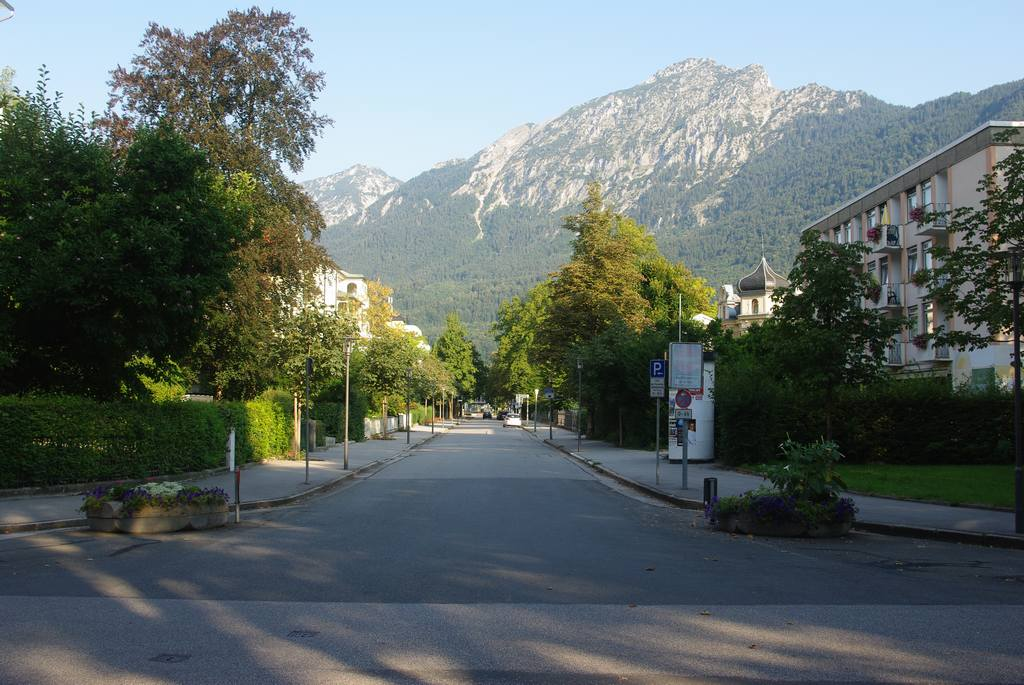
Mozartstraße, im Hintergrund der Hochstaufen

Das Ensemble Kurviertel ist ein Gebäudeensemble in Bad Reichenhall und steht entsprechend Artikel 1, Absatz 3 des Bayerischen Denkmalschutzgesetzes unter Denkmalschutz. Das Ensemble umfasst das sog. Kurviertel, das zwischen Salzburger Straße und zwischen den Querachsen von Rinck- und Mozartstraße liegt. Die Bebauung mit Kurpensionen, Badehotels und reich gestalteten Pensionsvillen stammt aus der Gründerzeit und der Jahrhundertwende und damit aus der Blüte Reichenhalls als königlich bayerisches Staatsbad.

## Beschreibung
Das Ensemble umfasst den Bereich zwischen Mack-, Rinck-, Ottilien-, Mozart- und Salzburger Straße. Dieser Bereich wird wegen der Bebauung mit Kurpensionen, Badehotels und Pensionsvillen der Gründerzeit und der Jahrhundertwende Kurviertel genannt. Die Bauten sind von Hausgärten umgeben und durch Risalite, Erker und Veranden plastisch gegliedert, an den Straßenkreuzungen setzen turmartige Eckausbildungen und -erker städtebauliche Akzente. Es finden sich neben einigen Jugendstildetails überwiegend Neurenaissance- und Neubarockformen. Die Mackstraße verkörpert in Konzept und Bebauung einen besonders charakteristischen Straßenzug der Zeit um 1900 und trägt mit der Baumbepflanzung den Charakter einer Promenade. Das 1993 nach dem ursprünglichen Plan aus dem 19. Jahrhundert neu errichtete Gebäude Mozartstraße 3 bildet den Abschluss des Ensembles. Der Neubau Rinckstraße 8 ist früher entstanden, fügt sich nicht in das vornehme historische Konzept ein und stört im Ensemble.

## Geschichte
Zur Blütezeit von Bad Reichenhall als Kur- und Badeort entstand gegen Ende des 19. Jahrhunderts und zur Jahrhundertwende in unmittelbarer Nähe zum Kurhaus und zum Kurgarten an der Grenze zur damals eigenständigen Gemeinde St. Zeno das Kurviertel, wo bis heute in weiten Teilen der aufwendige Baustil dieser Zeit erhalten geblieben ist.
Besonders die Namensgeber der Mack- und der Rinckstraße haben einen sehr engen Bezug zur Kur in Bad Reichenhall und damit auch zum Kurviertel. Mathias Mack war Apotheker in Bad Reichenhall, Bürgermeister und Pionier der Latschenkiefernöldestillation. Ernst Rinck eröffnete zur gleichen Zeit, als Mack seine Apotheke an der heutigen Ecke Max-Zugschwerdt-Straße/Ludwigstraße übernahm, die erste Sole- und Molkenkuranstalt der Stadt im Axelmannstein. In ihren Funktionen als Apotheker, Geschäftsleute, Hotelier und Bürgermeister stellten sie die Weichen für den Erfolg der Stadt als Kurort.

## Einzeldenkmäler

### Mackstraße
- Mackstraße 4: Villa Palmina, dreigeschossiger Walmdachbau mit Eckerkerturm, Zwerchgiebel, gusseisernen Balkonen und Neurenaissance-Putzgliederung, um 1900
- Mackstraße 7: Kurpension, große viergeschossige Anlage mit Mezzanin, darüber kräftiges Traufgesims und Dachbalustraden, mit mehrgeschossigen Balkonen und Putzgliederungen, in historisierender Formensprache, von Jakob Dürk, 1905

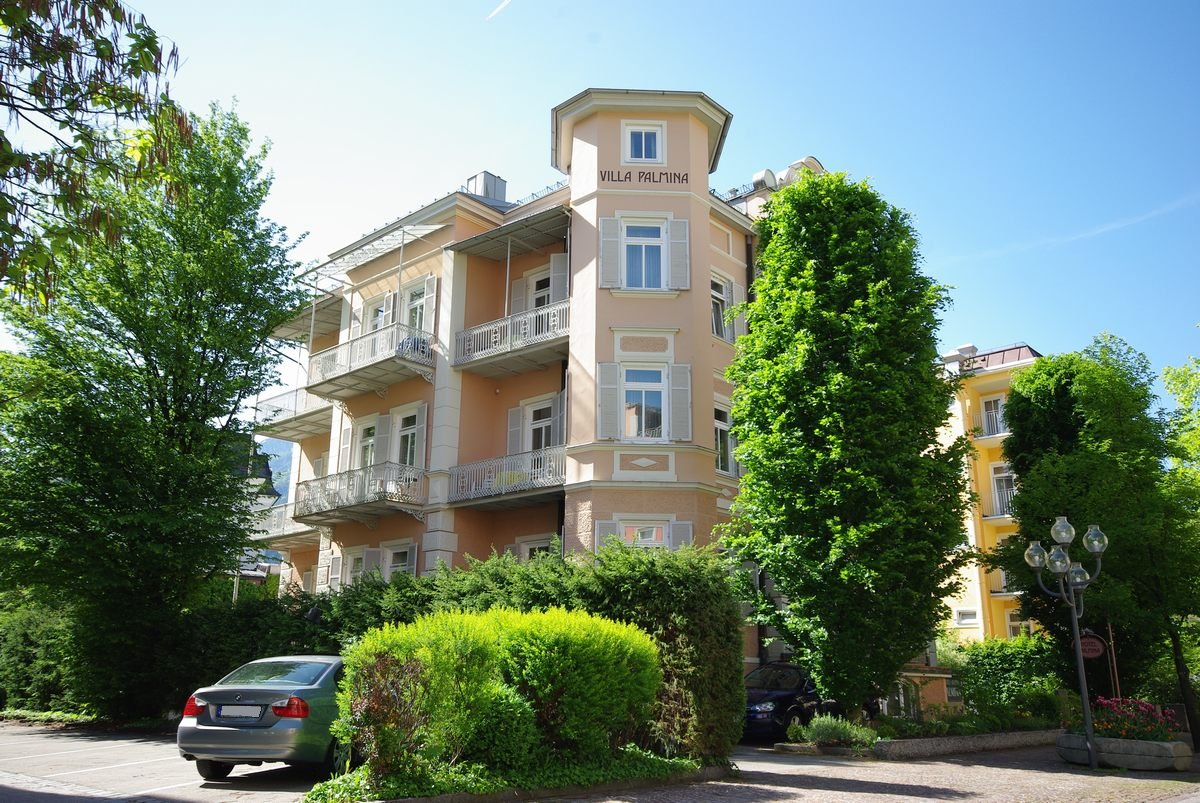
Villa Palmina
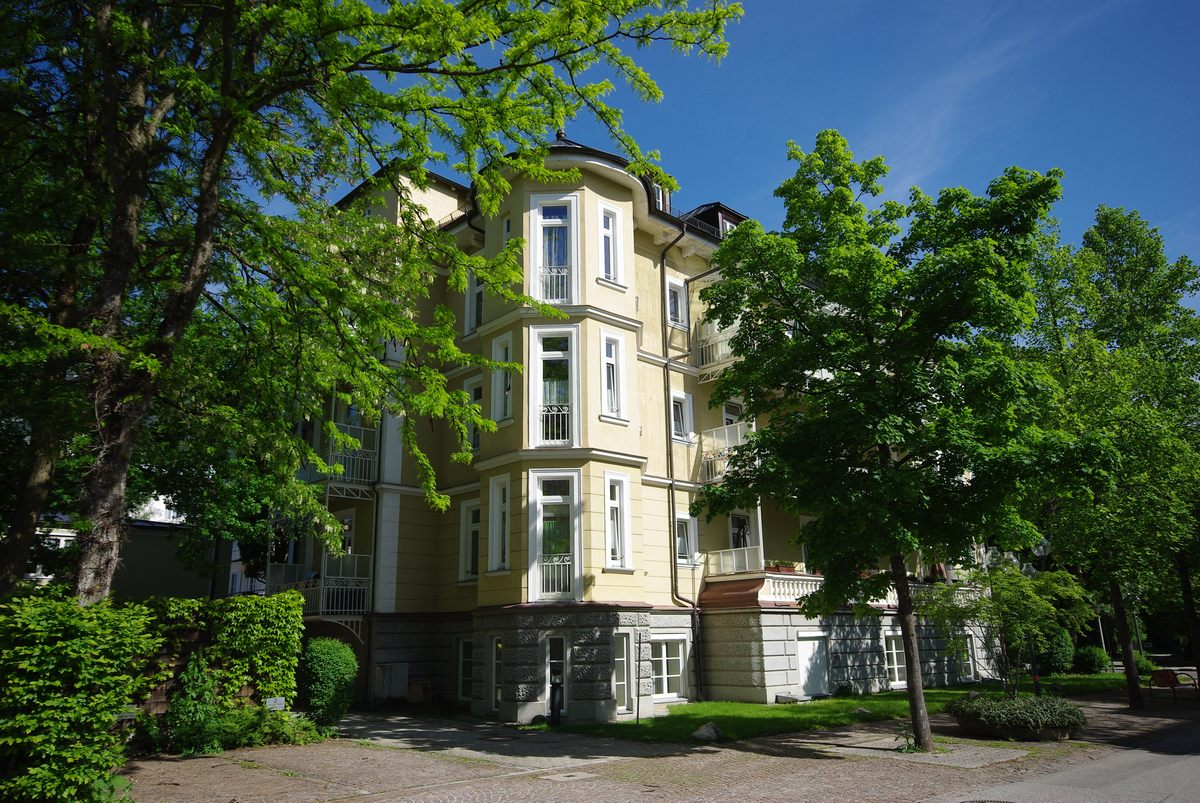
Mackstraße 7

### Mozartstraße
- Mozartstraße 5: Villa, repräsentativer zweigeschossiger Mansarddachbau mit Sprenggiebelrisaliten und Eckerkerturm, in neubarocker Formensprache, nach Plänen von Josef Adlmannseder, bez. 1903; zugehöriges Gäste- oder Bedienstetenhaus, Traufseitbau mit seitlichen Giebelrisaliten, originellem unverputztem Schlackenmauerwerk, Zierfachwerk im Obergeschoss und hölzerner Galerie, gleichzeitig
- Mozartstraße 10: Ehem. Kurpension, zweigeschossiger repräsentativer Eckbau mit Mansarddach, Volutengiebel-Risaliten, Eckerkerturm mit Zwiebelhelm und barockisierendem Putzdekor, nach Plänen von Martin Rott, 1904

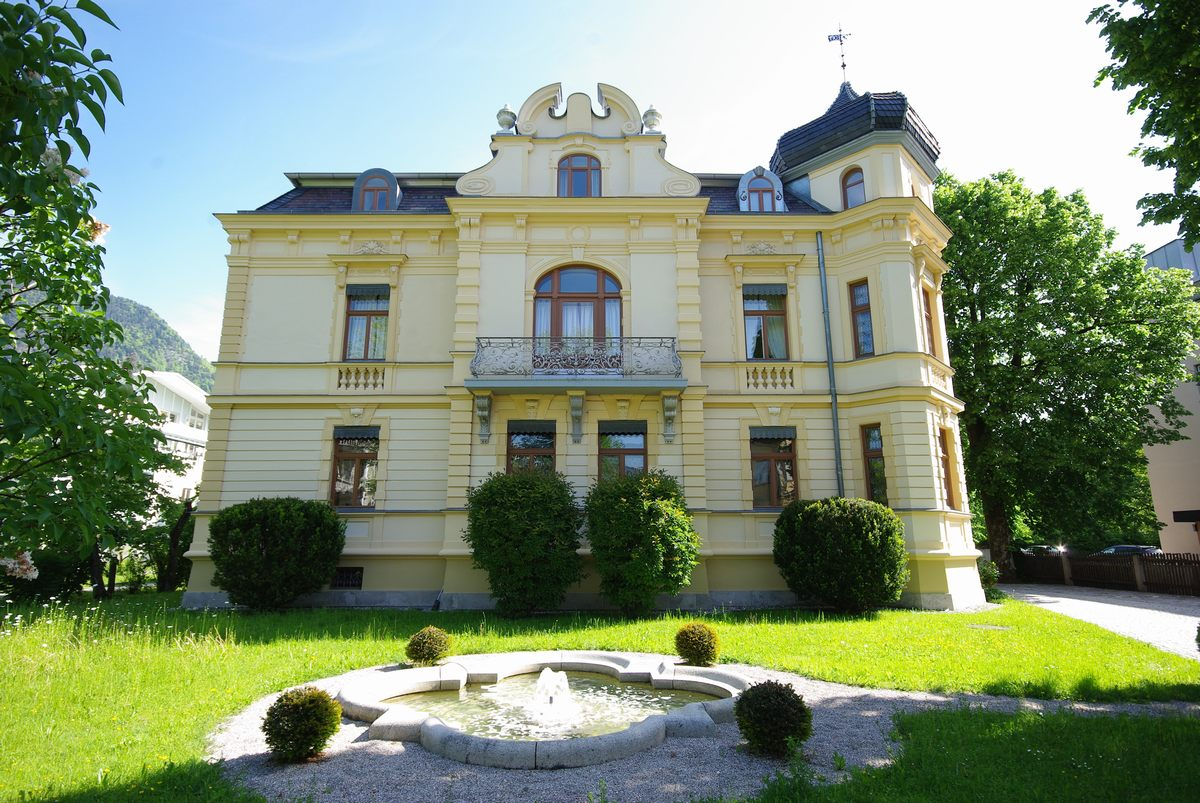
Mozartstraße 5
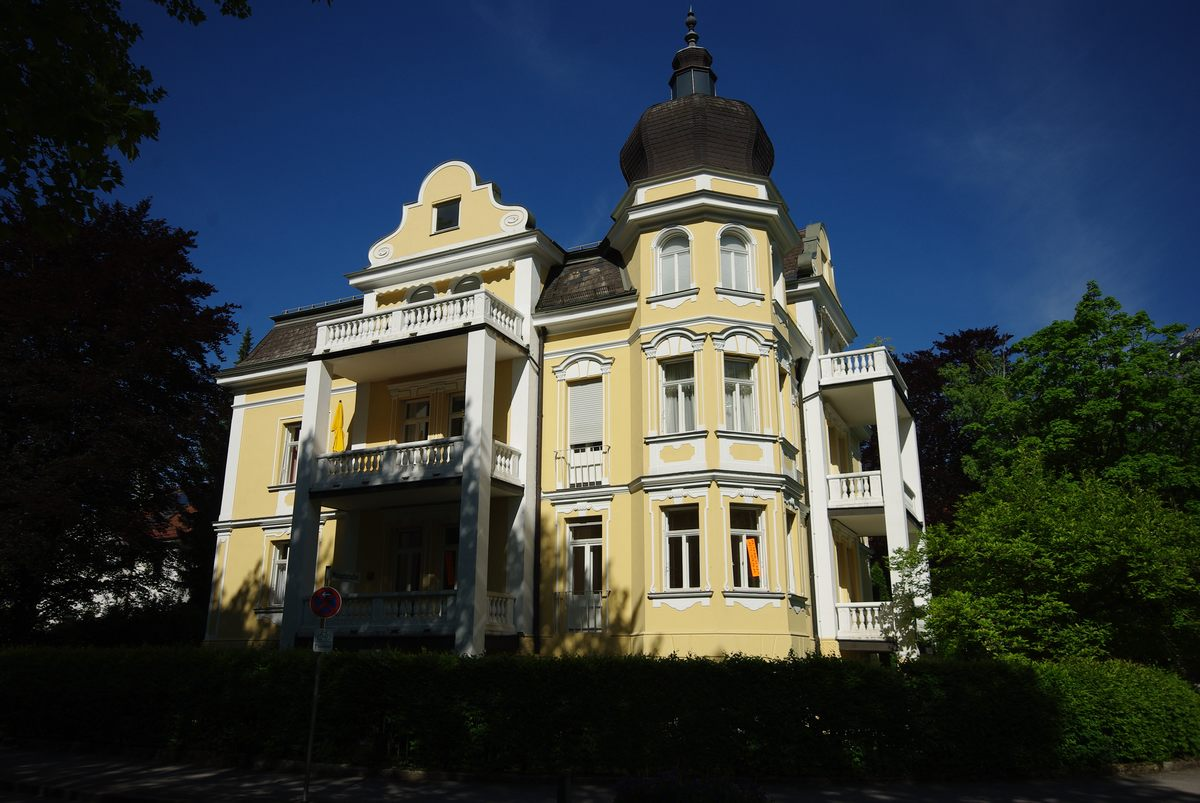
Mozartstraße 10

### Ottilienstraße
- Ottilienstraße 1: Villa, ehem. Sommerhaus, zweigeschossiger Walmdachbau über hohem Souterrain und Mezzanin mit Risaliten, Eckloggien und Putzgliederungen, in historisierender Formensprache, 1905/06; Remise, erdgeschossiger holzverschalter Pultdachbau, gleichzeitig; straßenseitige Einfriedung, gleichzeitig

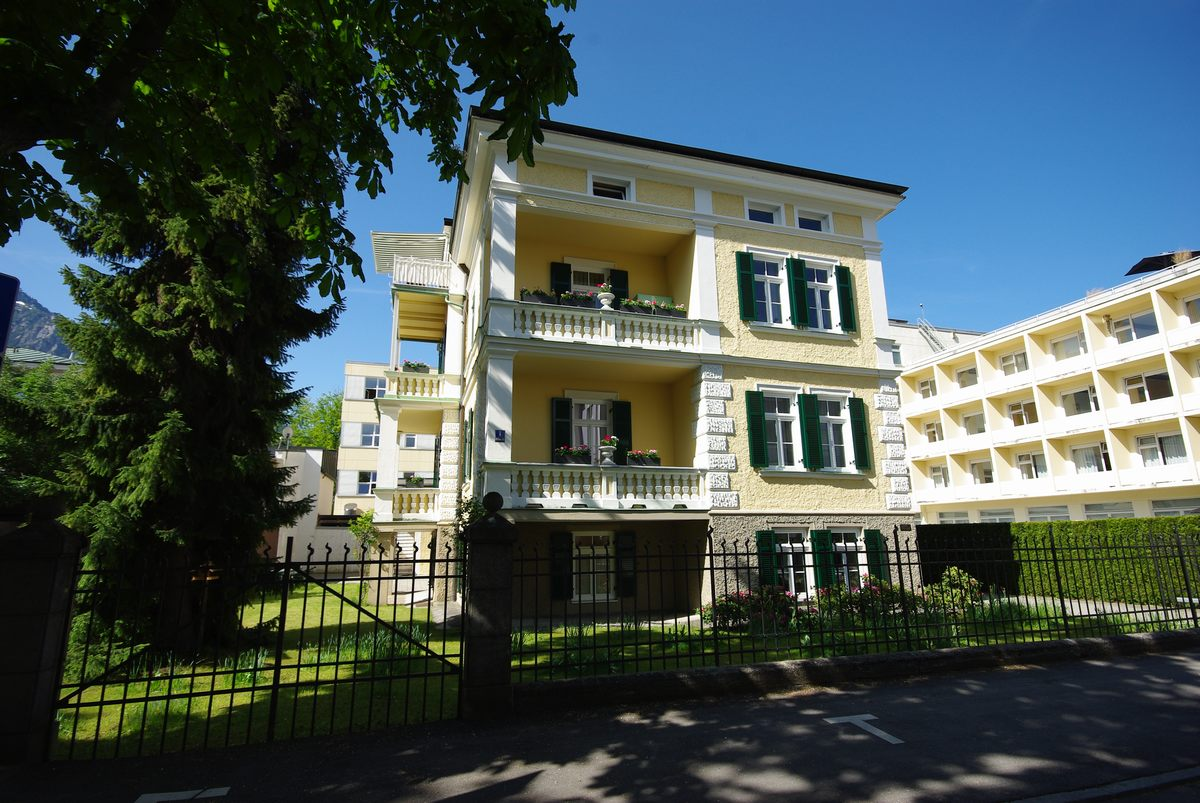
Ottilienstraße 1

### Rinckstraße
- Rinckstraße 6: Villa Romana, zweigeschossiger Eckbau über hohem Sockelgeschoss mit Mezzanin und flachem Walmdach, Loggien und schmiedeeisernen Balkonen, Risalite mit Balusterbrüstungen, spätklassizistisch, Ende 19. Jahrhundert
- Rinckstraße 11: Villa Toskana; Kurpension, dreigeschossiger Bau über hohem Sockelgeschoss mit Mezzanin, flachem Walmdach, Risaliten mit Attika, Neurenaissance-Putzgliederungen und gusseisernen Balkonen, um 1900
- Rinckstraße 12: Villa, ehem. Kurpension Villa Morgenroth, dreigeschossiger Eckbau mit flachem Walmdach, Risaliten, Eckerkerturm und gusseisernen sowie eingezogenen Balkonen, Ende 19. Jahrhundert, im Inneren entkernt

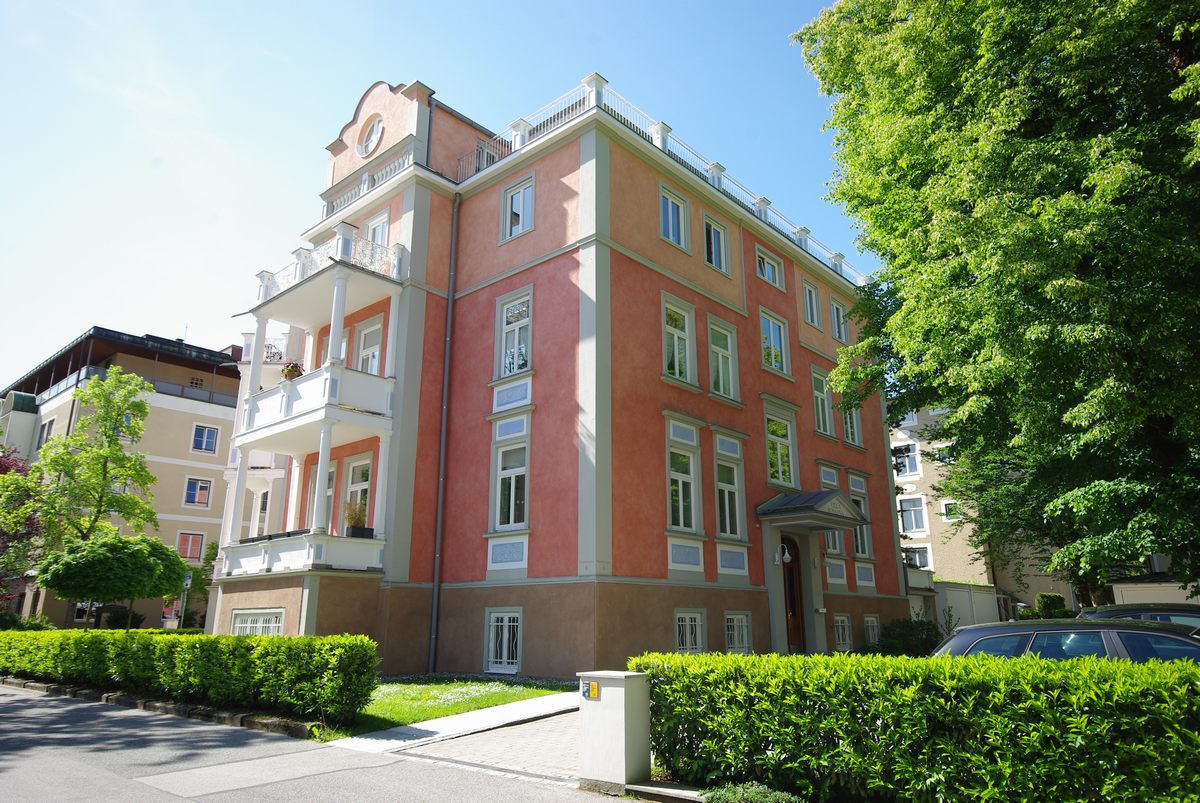
Villa Romana
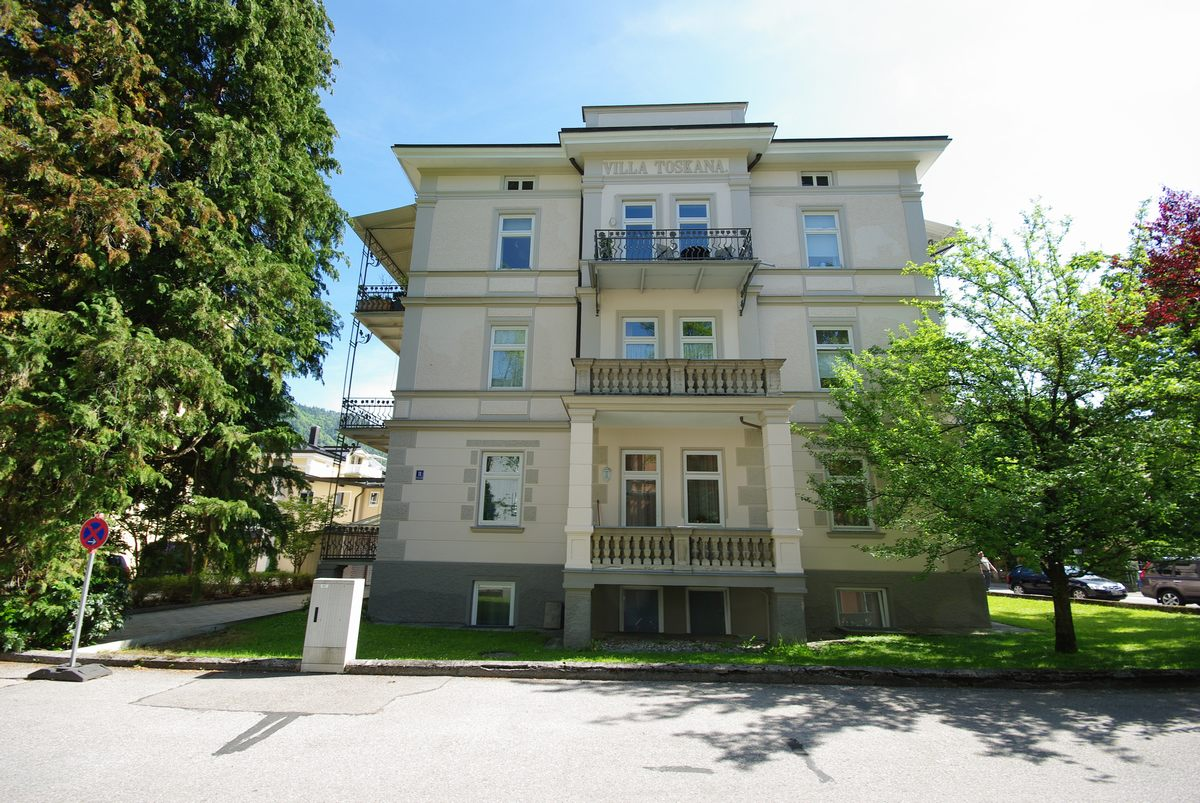
Villa Toskana
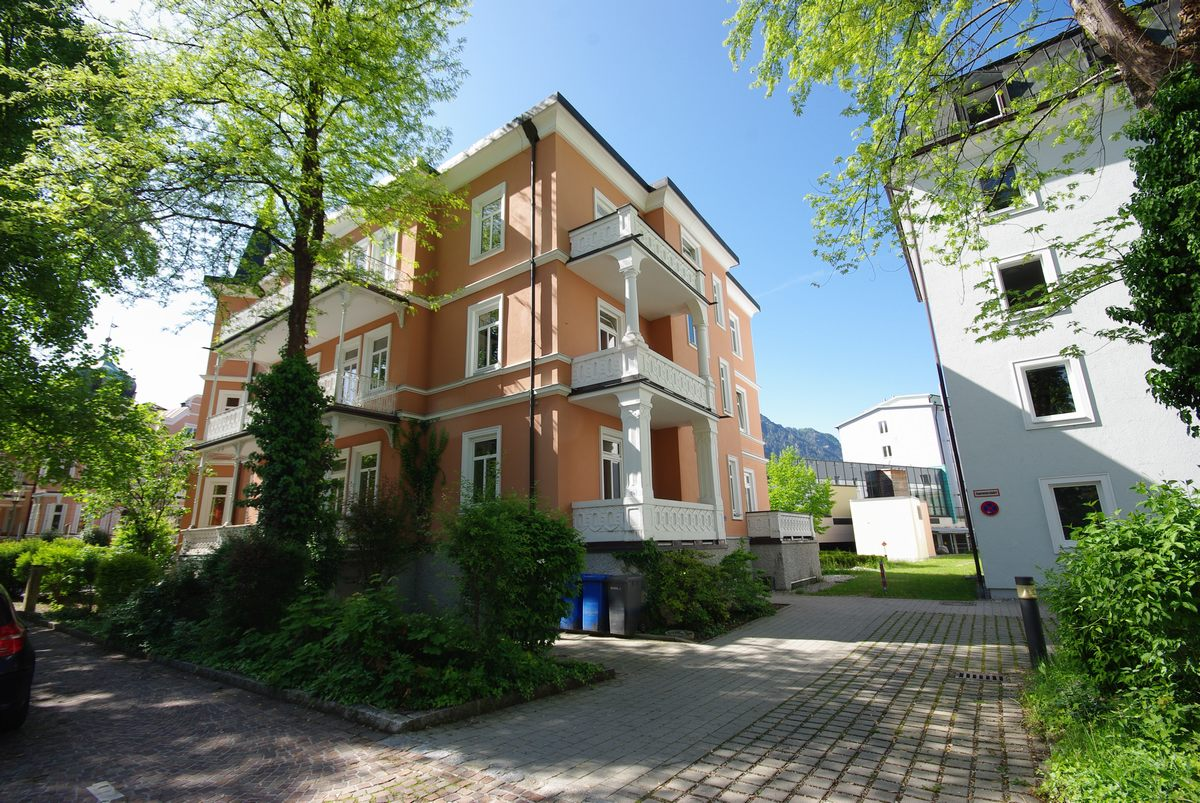
Villa Morgenroth

### Salzburger Straße
- Salzburger Straße 17: Arztvilla, zweigeschossiger Walmdachbau mit Mittelrisalit und Dreiecksgiebel, reduziert neubarock, von Franz Zell, 1913; zugehörige Einfriedung, gleichzeitig
- Salzburger Straße 18: Kurpension Villa Vakuna, zweigeschossiger asymmetrischer Neurenaissancebau mit Mezzanin und Eckerkerturm, Schweifgiebel und mehrgeschossigen Balkonen, bez. 1902
- Salzburger Straße 20: Villa Hortensia, malerischer zweigeschossiger Neurenaissancebau mit Mezzanin, Schweifgiebel, Eckerkerturm und Balkonen, 1902; schmiedeeiserne Einfriedung, gleichzeitig

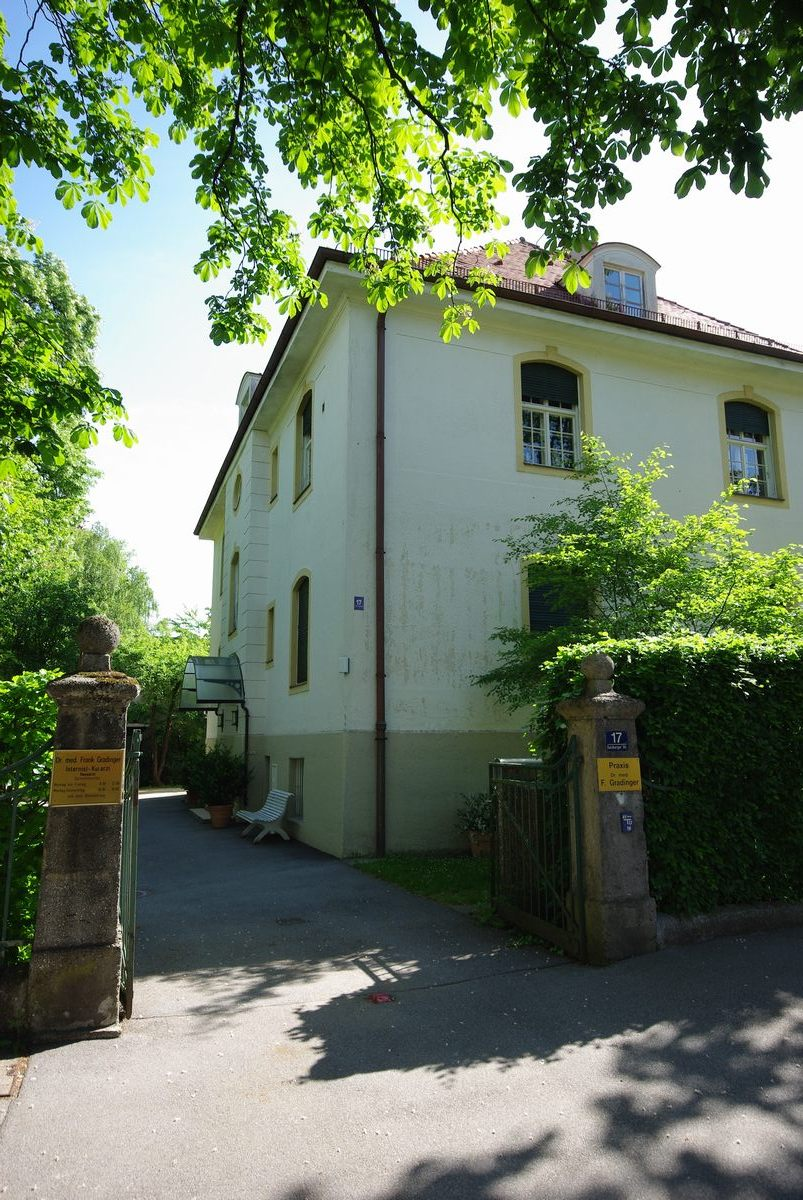
Salzburger Straße 17
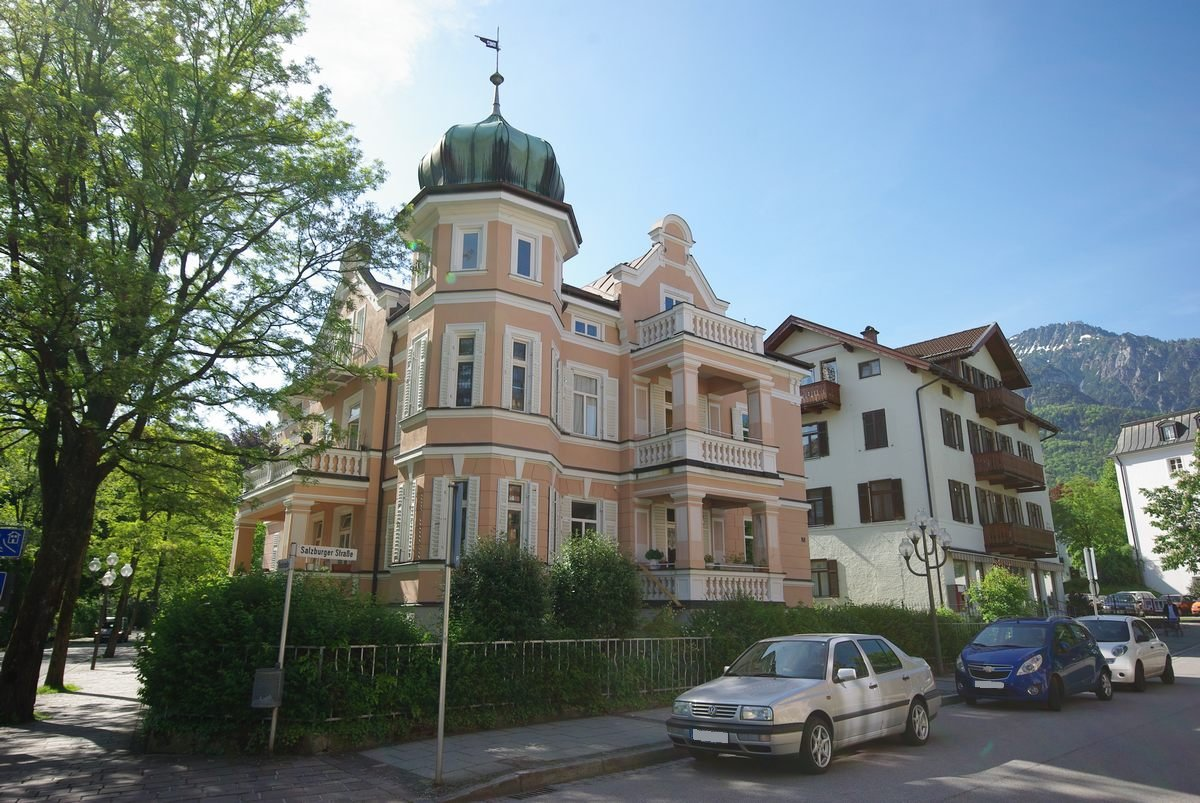
Villa Vakuna
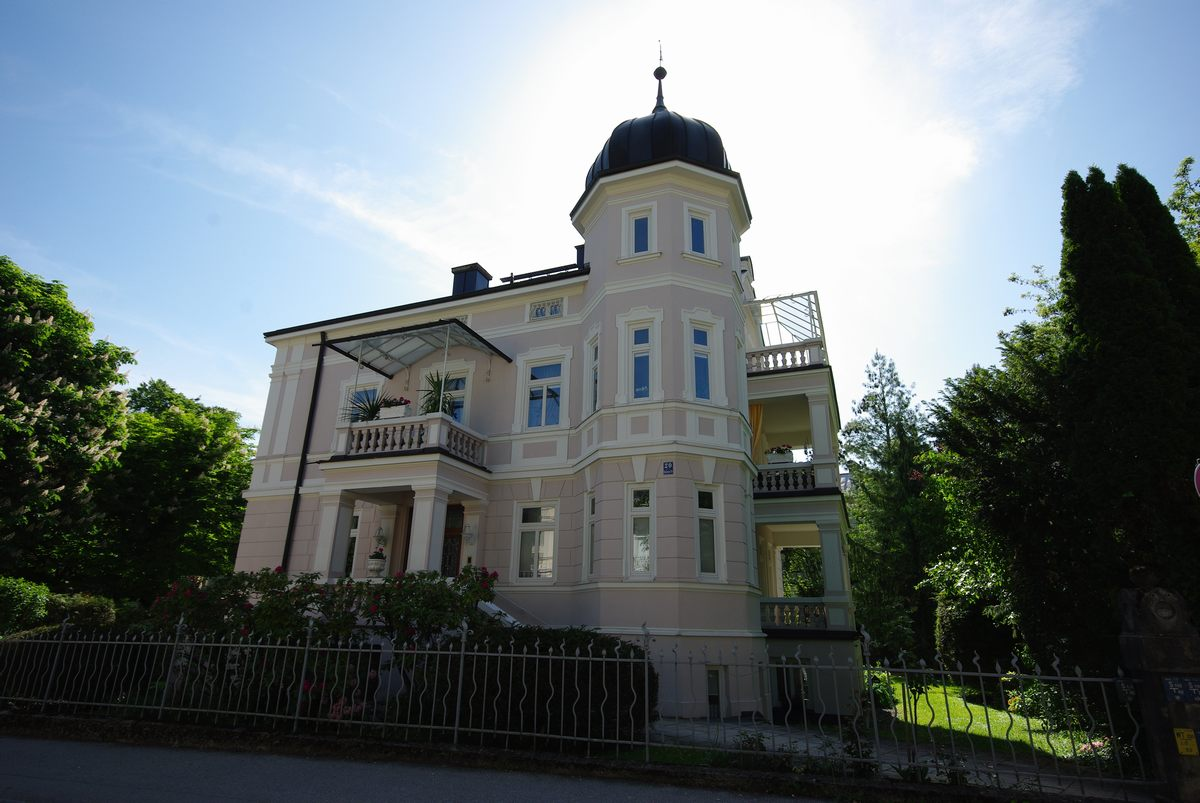
Villa Hortensia